# زرقان
زَرقان، شهری در بخش مرکزی شهرستان زرقان در استان فارس ایران است. این شهر، مرکز شهرستان زرقان است.
این شهر در فاصله ۲۵ کیلومتری شمال خاوری مرکز استان فارس (شهر شیراز) واقع شده است.
یکی از هنرهای دستی زرقان بوریا بافی است، بوریا بافی شهرستان زرقان یکی از ۲۷ میراث فرهنگی و معنوی ثبت شده ایران در سازمان یونسکو می‌باشد. قدمت ساخت بوریا و حصیر در زرقان برابر با ۸۰۰ سال است.

## پیشینهٔ نام
بنا به نظر عبدالمجید ارفعی، نام زرقان در گل نبشته‌های باروی تخت جمشید به صورت رکان بوده که بعدها به زرغون تبدیل شده است.
«زرغون» در زبان پهلوی به معنی جای سرسبز است. زرقان دارای سه محلهٔ اصلی به نام‌های میون و لرها و جُلَگون است؛ دلیل نامگذاری محله به لرها، وقتی سردار حیدر زرقانی از قلعه پری به شیراز و ارگ کریم‌خان زند بیاید با تعدادی لر به زرقان و در خانه خانه سردار حیدر زرقانی پناه آوردند و در این محله سکونت بر گزینه نامگذاری محلهٔ جلهگون، وجود گارگاه‌های جولاهی (نساجی)و جوراب بافی  در این محله بوده است و دلیل نامگذاری محلهٔ میان این است که این محل میان دو محل جلگون و لرها است.

## جغرافیا
شهر زرقان در ۲۵ کیلومتری شمال شرقی شیراز و در مجاورت اتوبان شیراز به اصفهان قرار گرفته است. ارتفاع آن از سطح دریا ۱۶۱۲ متر است.
پوشش گیاهی آن غالباً درختان نارون و چنار و زبان گنجشک و کاج و سرو و رِز (انگور) می‌باشد.

## جمعیت
بر پایه سرشماری عمومی نفوس و مسکن در سال ۱۳۹۵، جمعیت شهر زرقان برابر با ۳۲٬۲۶۱ نفر (۹٬۵۹۱ خانوار) بوده است.

## مکان‌های مذهبی
1. شاهزاده قاسم یا امامزاده قاسم، نام امامزاده ای است که مقبره آن در ۳۰ کیلومتری جاده شیراز به اصفهان و در مدخل شهر زرقان واقع شده است. طی کمک‌های مردمی و سایر، این امام زاده طی سال‌های قبل روز به روز با رشد متراژ و محیطی همراه بوده که هم‌اکنون تنها بخش فلک‌های آن ناتمام مانده است. این امام زاده در مسیر ورودی دوم جادهٔ شیراز - اصفهان به زرقان قرار دارد.
2. مقبره عمادالدین نسیمی معروف به سید نسیمی از دیگر بناهای موجود در منطقه آرامگاهی زرقان است. این مقبره منسوب به عماد الدین نسیمی یکی از شاعران و عارفان برخاسته از مکتب حروفیه است که شاگرد و داماد مؤسس آن شیخ فضل‌الله نعیمی استرآبادی است.

## امکانات آموزشی
زرقان علی‌رغم جمعیت کم خود دارای دو دانشگاه نسبتاً پرجمعیت می‌باشد که علت آن نزدیکی به شیراز می‌باشد. دانشگاه آزاد اسلامی واحد زرقان و دانشگاه پیام نور واحد زرقان.<ref>«دانشگاه پیام نور واحد زرقان». بایگانی‌شده از اصلی در ۴ آوریل ۲۰۱۱. دریافت‌شده در ۲۷ اکتبر ۲۰۱۱.</ref

## جاذبه‌ها

### مکان دیدنی و تفریحی
پارک ملی بمو، فرودگاه زرقان، زورخانه زرقان، کاروان سرای زکی خانی، خانه حسن واقفی، قنات حوض ماهی، خرفخانه شاهزاده قاسم